# (200181) 1999 KQ3
(200181) 1999 KQ3 es un asteroide perteneciente al cinturón de asteroides, descubierto el 19 de mayo de 1999 por el equipo del Spacewatch desde el Observatorio Nacional de Kitt Peak, Arizona, Estados Unidos.

## Designación y nombre
Designado provisionalmente como 1999 KQ3.

## Características orbitales
1999 KQ3 está situado a una distancia media del Sol de 2,367 ua, pudiendo alejarse hasta 2,654 ua y acercarse hasta 2,081 ua. Su excentricidad es 0,121 y la inclinación orbital 2,304 grados. Emplea 1330,94 días en completar una órbita alrededor del Sol.

## Características físicas
La magnitud absoluta de 1999 KQ3 es 17,3.